# 日本海軍第六燃料廠新竹支廠
日本海軍第六燃料廠新竹支廠，簡稱六燃新竹支廠，為日治時期時，日軍因應太平洋戰爭之需求，在新竹設立的燃料工廠。

## 歷史
六燃新竹支廠建於1943年（昭和18年），整個廠區加上宿舍區，佔地約一百萬坪。新竹支廠主要負責「合成」的製造步驟，但新竹支廠在還沒投入大量使用時，日本即已投降。新竹支廠戰後廢棄多年，因位於眷村區，有許多榮民及家眷定居於此。
近年由國立陽明交通大學應用藝術研究所，以「新竹生博物館」的計劃名進行古蹟活化。

## 外部連結
- 新竹生博物館（交大應藝所六燃計畫） （页面存档备份，存于）
- 大煙囪下的家（生博物館FB） （页面存档备份，存于）
- 日本海軍第六燃料廠煉油廠遺存建築群 - 國家文化資產網 （页面存档备份，存于），文化部文化資產局。